# Huerta de Valdecarábanos
Huerta de Valdecarábanos – gmina w Hiszpanii, w prowincji Toledo, w Kastylii-La Mancha, o powierzchni 83 km². W 2011 roku gmina liczyła 1900 mieszkańców.